# Coccoderus biguttatus
Coccoderus biguttatus är en skalbaggsart som beskrevs av Martins 1985. Coccoderus biguttatus ingår i släktet Coccoderus och familjen långhorningar. Inga underarter finns listade i Catalogue of Life.